# Termopólio

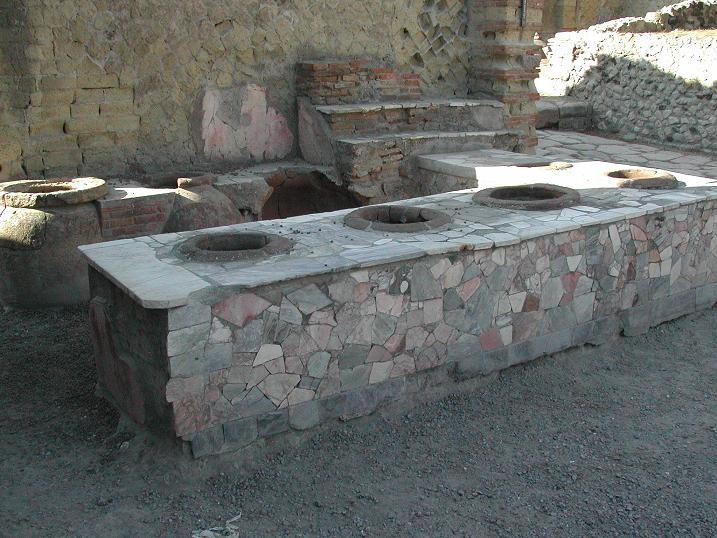
Termopólio em Herculano.

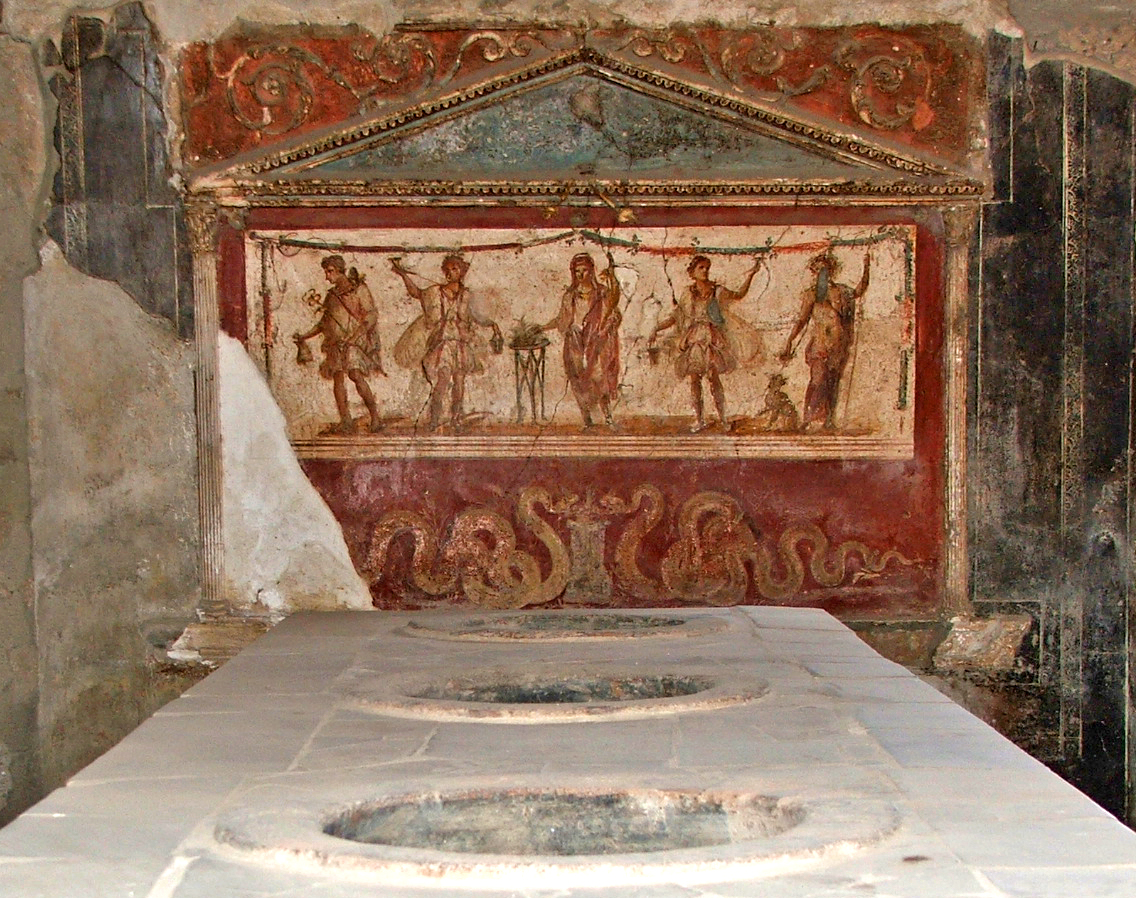
Termopólio em Pompeia.

Um termopólio (em latim: thermopolium) era, na Roma Antiga, um local utilizado para a compra de alimentos já preparados e prontos para o consumo.
Consistia de uma pequena sala, com uma mesa ou balcão na sua frente, e de prateleiras de alvenaria, onde a comida ainda quente era armazenada em grandes jarras de cerâmica chamados dólios. Provavelmente funcionava de maneira similar às atuais cadeias de fast-food.
Alguns dos termopólios cujos restos sobreviveram até nossos dias se encontram nas cidades italianas de Pompeia e Herculano.